# ساتورو نومورا
ساتورو نومورا ((به ژاپنی: 野村 悟, Nomura Satoru)؛ زادهٔ ۱۹۴۶ (۷۸–۷۹ سال)) یک یاکوزای ژاپنی سابق از استان فوکوئوکا است. او پنجمین رئیس گروه یاکوزای کودو-کای است.